# Comandău
Comandău é uma comuna romena localizada no distrito de Covasna, na região histórica da Transilvânia. A comuna possui uma área de 8.35 km² e sua população era de 1035 habitantes segundo o censo de 2007.